# سقوط (مجموعه تلویزیونی)
سقوط یک مجموعه تلویزیونی جنایی-درام محصول بی‌بی‌سی است که در ایرلند شمالی فیلمبرداری شده و تهیه‌کننده، کارگردان و نویسنده آن آلن کابیت می‌باشد. ستاره سریال، جیلین اندرسون نقش سرپرست، استلا گیبسون را دارد که یک افسر پلیس ارشد است که در حال بررسی قتل‌های زنجیره‌ای در بلفست، ایرلند شمالی می‌باشد. جیمی درنان نقش قاتل زنجیره‌ای را بازی می‌کند که گیبسون به دنبالش است. این سریال در سه فصل تولید و عرضه شد. فصل آخر این سریال در تاریخ ۲۹ اکتبر ۲۰۱۶ از شبکه بی‌بی‌سی دو پخش شد.

## داستان
سرپرست پلیس شهری، استلا گیبسون، که یک افسر ارشد بررسی است به بخش «سرویس پلیس ایرلند شمالی» خوانده می‌شود تا در بررسی پرنده قتلی همکاری کند که برای بیش از ۲۸ روز است حل نشده‌است. وقتی معلوم می‌شود که یک قاتل سریالی در شهر است، کارآگاه‌های محلی مجبور به کار با استلا می‌شوند تاپاول اسپکتر را پیدا و دستگیر کنند. کسی که در شهر بلفست به زنان جوان و شاغل حمله می‌کند.

## تولید

### فصل۱
در ۳ فوریه ۲۰۱۲، بی‌بی‌سی دو تصمیم به ساخت مجموعه سقوط با ۵ قسمت گرفت. داستان این مجموعه توسط الن کابیت نوشته شده بود و آرتیستس استودیو و بی‌بی‌سی ایرلند شمالی با سرمایه‌گذاری نورثرن ایرلند اسکرین و صندوق توسعه منطقه‌ای اروپا کار را انجام دادند. گاب نیل و جولین استوینز تهیه‌کنندگان مجموعه بودند. کابیت، جاستین تامسون-گلاور، پاتریک ایروین و استفن رایت مدیران اجرایی تولید بودند. جیکوب وریراگن کارگردان فصل اول بود. کابیت، نویسنده مجموعه، با الهام از شرکت‌های ساخت گیتار، شخصیت‌های خود را نامگذاری کرد؛ برای مثال نام‌های استلا و گیبسون هردو برندهای گیتار هستند.

### فصل ۲
بی‌بی‌سی دو در ۲۷می ۲۰۱۳ تصمیم به ساخت فصل دوم گرفت. در ۲۱ اکتبر ۲۰۱۳ اعلام شد که جیکوب وربراگن در فصل جدید کارگردانی نخواهد کرد. درعوض با شروع مراحل تولید در فوریه ۲۰۱۴، کابیت کارگردان کار شد. جیلیان اندرسون در فصل دوم، مدیر اجرایی تولید شد. تولید این فصل در ژوئن ۲۰۱۴ به پایان رسید. فصل ۲، یکشنبه، ۹ نوامبر از شبکه آر تی ای یک در ایرلند و پنج شنبه، ۱۳ نوامبر ۲۰۱۴ از شبکه بی‌بی‌سی یک در بریتانیا به نمایش درآمد.

### فصل ۳
در مارس ۲۰۱۵، اعلام شد که بی‌بی‌سی در پی تولید فصل سوم مجموعه سقوط است. کابیت بیان کرد که «امیدواریم شخصیت‌ها و پس زمینه‌هایی را که قلب فیلم هستند، بیشتر بررسی کنیم». انتظار می‌رود فصل جدید در پاییز سال ۲۰۱۶ روی آنتن رود. فیلمبرداری بین دسامبر ۲۰۱۵ و مارس ۲۰۱۶ در بلفست انجام شد. قرار است در تاریخ ۲۵ اوت ۲۰۱۶ و در جشنواره تلویزیونی بین‌المللی ایدنبرگ، نگاهی ویژه به فصل سوم این سریال شود.

### آینده
در مارس ۲۰۱۵ اندرسون بیان کرد که قرار است فصل چهارم مجموعه در سال ۲۰۱۷ در بلفست فیلمبرداری می‌شود. گزارش شده که کابیت در نظر دارد چند فصل را به بعد از ماجرای اسپکتر اختصاص دهد.

## بازیگران
- جیلین اندرسون درنقش استلا گیبسون (فصل ۱–۳)
- جیمی درنان درنقش پاول اسکپتر (فصل ۱–۳)
- برونا وا درنقش سالی ان اسپکتر (فصل ۱–۳)
- جان لینچ درنقش جیم برنز (فصل۱–۳)
- استوارت گراهام درنقش مت ایستوود (فصل۱–۲)[note ۱]
- نیام مک گریدی درنقش دنیل «دنی» فرینگتون (فصل۱–۲)[note ۲]
- آرچی پنجابی درنقش تانیا رید اسمیت (فصل ۱–۲)
- اشلینگ فرنچوسی درنقش کیتی بندتو (فصل ۲–۳)[note ۳]
- ولن کین درنقش رز استگ (فصل ۲–۳)[note ۴]
- جونجو اونیل درنقش تام استگ (فصل ۲–۳)
- کالین مورگان درنقش تام اندرسون (فصل ۲–۳)

### فصل ۱
- لارا دانلی درنقش سارا کی
- مایکل مک الاتون درنقش راب بریدلاو
- بن پیل درنقش جیمز اُلسون[note ۵]
- فرانک مک کاسکر درنقش گرت برینک
- امیرحسین اصغرتبار در نقش بردیا گیبسون
- ایان مک الینی درنقش مورگان مونرو[note ۶]

### فصل ۲
- برونا تاگارت درنقش گیل مک نالی[note ۷]
- امت جی. اسکنلن درنقش گلن مارتین[note ۸]
- کرن حسن درنقش انی براولی[note ۹]
- نیک لی درنقش ند کلن[note ۱۰]
- برایان میلیگان درنقش جیمی تایلر[note ۱۱]
- شانین برینان درنقش لیز تایلر[note ۱۲]
- شان مک گینلی درنقش پیتر جنسن

### فصل ۳
- اشلینگ بی درنقش کیرا شریدن
- ریچارد کویل درنقش دکتر اُدانل
- بری وارد درنقش دکتر اسپنسر
- ریچارد کلمنتس درنقش ترنر
- روث بردلی درنقش والیس
- جنویو آوریلی درنقش کینکید
- ایدن مک آردل درنقش شان هیلی
- دنیز گاف درنقش دکتر والدن
- کریستر هنریکسن درنقش دکتر لارسون

## قسمت‌ها

### فصل ۱ (۲۰۱۳)
| شماره. | # | عنوان              | کارگردان      | نویسنده   | تاریخ پخش    | بیننده در بریتانیا (میلیون) |
| --- | - | ------------------ | ------------- | --------- | ------------ | --------------------------- |
| ۱ | ۱ | «نسل تاریک»        | جیکوب وربروگن | الن کابیت | ۱۳ مه ۲۰۱۳   | ۴٫۴۹                        |
| کارآگاه ارشد پلیس شهری، استلا گیبسون، به بلفست می‌آید تا در بررسی پرونده آلیس مونرو کمک کند. او ارتباطی بین مرگ آلیس و مرگ فیونا گلگر و برادرش بردیا گیبسون بدست میآرد ولی بخاطر دستور دستیار رئیس پلیس، جیم برنز، اجازه ندارد قتل‌ها را به هم ربط دهد. معلوم می‌شود مسئول هر دو قتل پاول اسپکتر است. او مشاور خانواده‌های عزادار است که از الان دنبال قربانی بعدی خود، سارا کی، است. گیبسون با کارآگاه السون آشنا می‌شود و او را به اتاق هتلش دعوت می‌کند.                             |   |                    |               |           |              |                             |
| ۲ | ۲ | «افشای تاریکی»     | جیکوب وربروگن | الن کابیت | ۲۰ مه ۲۰۱۳   | ۴٫۱۶                        |
| جسد سارا کی را خواهرش، ماریون، در تخت عریان پیدا می‌کند. دنی فرینگتون خودش را بخاطر مرگ سارا سرزنش می‌کند زیرا ورود به زور را با ویژگی بارز قتل‌های اسپکتر ارتباط نداده بود. مورگان مونرو، جیک برنز را وادار می‌کند تا اسم پسرش را از لیست بازجویی برای قتل آلیس مونرو حذف کند. السون بیرون خانه‌اش کشته می‌شود. کیتی، پرستار بچه‌های اسپکتر با او لاس می‌زند. |   |                    |               |           |              |                             |
| ۳ | ۳ | «تکبر و شراب»      | جیکوب وربروگن | الن کابیت | ۲۷ مه ۲۰۱۳   | ۳٫۹۶                        |
| نام پرونده سه قتل، عملیات مرد موسیقیدان گذاشته می‌شود. دنی فرینگتون از گذراندن یک شب گیبسون با السون خبردار می‌شود و گیبسون به او اجازه پیوستن به تحقیقات را می‌دهد. کابوس‌های الیویا ادامه می‌یابد و جزئیاتی دربارهٔ مخفیگاه اسپکتر در اتاق خوابش برای سالی ان فاش می‌کند. اسپکتر سراغ قربانی جدیدی می‌رود، آنی براولی. از گیبسون دربارهٔ شبی که با السون بوده سؤال می‌شود. گیبسون از لحاظ روانی، اسپکتر را تحلیل می‌کند.                                                                   |   |                    |               |           |              |                             |
| ۴ | ۴ | «آهنگ پرماجرای من» | جیکوب وربروگن | الن کابیت | ۳ ژوئن ۲۰۱۳  | ۴٫۲۸                        |
| تحقیقات ایستوود دربارهٔ مرگ السون، فاش می‌کند که بریدلاو با ارون مونرو همدست است و بریدلاو مجبور به خودکشی می‌شود. رابطه کاری اسپکتر با لیز تیلور مورد سؤال قرار می‌گیرد. اسپکتر نامه‌ای به ایان کی می‌نویسد. گیبسون با زنی مصاحبه می‌کند که به نظر می‌رسد قبلاً دوست دختر اسپکتر بوده‌است. |   |                    |               |           |              |                             |
| ۵ | ۵ | «ژرفا»             | جیکوب وربروگن | الن کابیت | ۱۰ ژوئن ۲۰۱۳ | ۴٫۶۵                        |
| مشکلات اسپکتر در کشتن آنی براولی، گیبسون را در دستگیری نزدیک تر می‌کند. دنبال کردن سارا توسط اسپکتر در تلویزیون نشان داده می‌شود و او مجبور می‌شود برای گزارش دادن به اداره پلیس برود. اینجا برای اولین بار گیبسون را ملاقات می‌کند. سالی ان به پلیس دربارهٔ شوهرش دروغ می‌گوید. معلوم می‌شود سالی باردار است و اسپکتر مجبور به انتخاب می‌شود. گیبسون مکالمه‌ای خصوصی با اسپکتر دارد و فاش می‌کند جزئیاتی از گذشته اش می‌داند. اسپکتر بلفست را ترک می‌کند تا رابطه اش با سالی ان را درست کند. |   |                    |               |           |              |                             |

### فصل ۲ (۲۰۱۴)
| شماره. | # | عنوان             | کارگردان  | نویسنده   | تاریخ پخش               | بیننده در بریتانیا (میلیون) |
| --- | - | ----------------- | --------- | --------- | ----------------------- | --------------------------- |
| ۶ | ۱ | «قدم زدن در مرز»  | الن کابیت | الن کابیت | ۹ نوامبر ۲۰۱۴ (ایرلند)  | ۳٫۵۴                        |
| ده روز بعد از تماس قاتل، گیبسون به آنی براولی کمک می‌کند تا مهاجم را به یاد آورد. رز استگ، دوست اسمیث، سهواً وارد پرونده می‌شود و در نهایت رازهایی از گذشته اش برای شوهرش فاش می‌شود. در همین زمان، پاول اسپکتر بعد از اختلاف با سالی ان، برای ادامه کارهایش به بلفست برمی گردد. کیتی هیجان زده می‌شود. همسرش که باردار است به آشتی بی میل است. |   |                   |           |           |                         |                             |
| ۷ | ۲ | «کسی به نام پیتر» | الن کابیت | الن کابیت | ۱۶ نوامبر ۲۰۱۴ (ایرلند) | 3.11                        |
| مورگان مونرو بخاطر عدم پیشرفت پرونده استلا را احضار می‌کند. فرینگتون می‌خواهد از تحقیقات خارج شود. ایستوود معاون گیبسون می‌شود. تحقیقات روی شخص خاصی متمرکز می‌شود. در همین زمان، اسپکتر، رز استگ را می‌دزدد. |   |                   |           |           |                         |                             |
| ۸ | ۳ | «همیشه تاریکی»    | ان کابیت  | الن کابیت | ۲۳ نوامبر ۲۰۱۴ (ایرلند) | ۳٫۰۱                        |
| گیبسون دستور مراقبت بیشتر روی خانواده اسپکتر را می‌دهد و باور دارد آن‌ها او را به پاول می‌رسانند. برنز فاش می‌کند که برای پسر مورگان مونرو خبرچینی می‌کرده‌است. برنز سعی می‌کند گیبسون را ببوسد و قاتل شاهد این رویارویی می‌شود. در همین زمان، پاول، کیتی را برای همکاری در جنایت‌هایش آماده می‌کند. بعد از وارد شدن به اتاق هتل گیبسون مسیر تحقیقات نسبت به قبل شخصی تر می‌شود. |   |                   |           |           |                         |                             |
| ۹ | ۴ | «خفه‌کننده»        | الن کابیت | الن کابیت | ۳۰ نوامبر ۲۰۱۴ (ایرلند) | ۳٫۲۶                        |
| نظارت روی خانواده اسپکتر شدید است. مارتین و مک نالی به خانه اسپکتر می‌روند تا آنجا را بررسی کنند ولی این کار عواقب ناگهانی دارد. جسد یک زن جوان مانند رز کشف می‌شود که باعث آشنایی گیبسون با یک کارآگاه جوان و مشتاق بنام تام اندرسون می‌شود. در همین زمان، پاول به خانه برمی گردد. کیتی باز هم به او کمک می‌کند. |   |                   |           |           |                         |                             |
| ۱۰ | ۵ | «سقوط»            | الن کابیت | الن کابیت | ۷ دسامبر ۲۰۱۴ (ایرلند)  | ۳٫۱۵                        |
| استلا هنوز قاتل را تحت نظر دارد. برنز به دیدن یک کشیش رسوای بچه باز می‌رود که بنظر می‌رسد با مظنون ارتباط دارد. فرینگتون به دنبال مردی شبیه مظنون می‌رود که کسی را گروگان گرفته و تیر می‌خورد و به این ترتیب تمام برنامه‌های گیبسن به هم می‌ریزد. در این زمان، کیت در تلاش است شواهد را از بین ببرد ولی هگسترام با تیمی او را دستگیر می‌کند. مارتین و مک نالی هم سالی ان را به جرم تحریف عدالت دستگیر می‌کنند. در عین حال، اندرسون هم اسپکتر بخاطر دزدیدن رز استگ را دستگیر می‌کند. استلا مخفیانه بازجویی‌ها را دنبال می‌کند/ به او خبر می‌رسد ویدئویی از رز پیدا شده که برای نجات جانش التماس می‌کند. تیم تحقیقات نهایتاً ماشین سوخته رز را در بیابان کشف می‌کنند. |   |                   |           |           |                         |                             |
| ۱۱ | ۶ | «جمع‌بندی»         | الن کابیت | الن کابیت | ۱۴ دسامبر ۲۰۱۴ (ایرلند) | ۳٫۶۰                        |
| دو دنیا به هم برخورد می‌کند درحالیکه نهایتاً گیبسون و اسپکتر با هم رو در رو می‌شوند. |   |                   |           |           |                         |                             |

### فصل ۳ (۲۰۱۶)
| شم. کلی | شم. در مجموعه | عنوان                  | کارگردان  | نویسنده   | تاریخ انتشار اصلی | بریتانیا تعداد بیننده (میلیون) |
| ------- | ------------- | ---------------------- | --------- | --------- | ----------------- | ------------------------------ |
| ۱۲      | ۱             | «سکوت و رنج»           | الن کابیت | الن کابیت | ۲۵ سپتامبر ۲۰۱۶   | ۳٫۵۴                           |
| ۱۳      | ۲             | «افکار مشوش او»        | الن کابیت | الن کابیت | ۶ اکتبر ۲۰۱۶      | ۳٫۱۷                           |
| ۱۴      | ۳             | «دروازه‌های نور»        | الن کابیت | الن کابیت | ۱۳ اکتبر ۲۰۱۶     | ۳٫۰۶                           |
| ۱۵      | ۴             | «جهنم درون او»         | الن کابیت | الن کابیت | ۲۰ اکتبر ۲۰۱۶     | TBD                            |
| ۱۶      | ۵             | «زخم‌های تنفری مرگ آور» | الن کابیت | الن کابیت | ۲۷ اکتبر ۲۰۱۶     | TBD                            |
| ۱۷      | ۶             | «شیوه انزوای آنان»     | الن کابیت | الن کابیت | ۲۸ اکتبر ۲۰۱۶     | TBD                            |

## جوایز و افتخارات
| سال  | جایزه                                                  | موضوع                                       | کاندید(ها)     | نتیجه     |
| ---- | ------------------------------------------------------ | ------------------------------------------- | -------------- | --------- |
| ۲۰۱۳ | جایزه فیلم مهیج جنایی                                  | بهترین بازیگر زن                            | جیلین اندرسون  | نامزدشده  |
| ۲۰۱۴ | جایزه ادگار                                            | بهترین فیلم تلویزیونی                       | الن کابیت      | پیروز     |
| ۲۰۱۴ | جایزه انجمن رسانه‌ای                                    | جایزه ترقی                                  | جیمی درنان     | پیروز     |
| ۲۰۱۴ | جایزه انجمن رسانه‌ای                                    | بهترین بازیگر زن                            | جیلین اندرسون  | نامزدشده  |
| ۲۰۱۴ | جایزه انجمن رسانه‌ای                                    | جایزه نویسنده                               | الن کابیت      | نامزدشده  |
| ۲۰۱۴ | جایزه تلویزیون ملی                                     | بهترین کارآگاه                              | جیلین اندرسون  | نامزدشده  |
| ۲۰۱۴ | جایزه تلویزیون ملی                                     | بهترین درام                                 | سقوط           | نامزدشده  |
| ۲۰۱۴ | جایزه بفتا                                             | بهترین بازیگر مرد نقش اول                   | جیمی درنان     | نامزدشده  |
| ۲۰۱۴ | جایزه فیلم و تلویزیون ایرلند                           | بهترین درام تلویزیونی                       | سقوط           | پیروز     |
| ۲۰۱۴ | جایزه فیلم و تلویزیون ایرلند                           | بهترین بازیگر مرد نقش اول -تلویزیون         | جیمی درنان     | پیروز     |
| ۲۰۱۴ | جایزه فیلم و تلویزیون ایرلند                           | بهترین امتیاز ابتکاری (فیلم/درام تلویزیونی) | دیوید هلمز     | پیروز     |
| ۲۰۱۵ | جایزه ستلایت                                           | بهترین بازیگر زن – سریال درام تلویزیونی     | جیلین اندرسون  | نامزدشده  |
| ۲۰۱۵ | جایزه ستلایت                                           | بهترین سریال تلویزیونی– درام                | سقوط           | نامزدشده  |
| ۲۰۱۵ | "جوایز گلدن نیمف                                       | بهترین بازیگر زن– سریال درام تلویزیونی      | جیلیان اندرسون | نامزدشده  |
| ۲۰۱۵ | "جوایز گلدن نیمف                                       | بهترین سریال درام                           | سقوط           | نامزدشده  |
| ۲۰۱۵ | جوایز فیلم و تلویزیون ایرلند                           | بهترین بازیگر زن مکمل- درام                 | اشلینگ فرنچوسی | برنده     |
| ۲۰۱۵ | جوایز فیلم و تلویزیون ایرلند                           | بهترین بازیگر مرد- درام                     | جیمی درنان     | نامزدشده  |
| ۲۰۱۵ | جوایز فیلم و تلویزیون ایرلند                           | بهترین درام تلویزیونی                       | سقوط           | نامزدشده  |
| ۲۰۱۵ | جوایز اتحادیه شبکه خبری                                | بهترین بازیگر زن                            | جیلیان اندرسون | نامزدشده  |
| ۲۰۱۵ | جوایز اتحادیه شبکه خبری                                | بهترین بازیگر                               | جیمی درنان     | نامزدشده  |
| ۲۰۱۵ | جوایز اتحادیه شبکه خبری                                | بهترین درام                                 | سقوط           | نامزدشده  |
| ۲۰۱۵ | جوایز فیلم نامه نویسان بریتانیایی                      | بهترین فیلم نامه جنایی بریتانیایی           | الن کابیت      | برنده     |
| ۲۰۱۵ | جوایز تلویزیون سلطنتی جامعه ایرلند شمالی               | بهترین درام                                 | سقوط           | نامزدشده  |
| ۲۰۱۵ | فستیوال تلویزیونی سیچوان– جوایز بین‌المللی پاندای طلایی | بهترین بازیگر زن                            | جیلیان اندرسون | نامزدشده  |
| ۲۰۱۵ | جوایز بین‌المللی درام سی21                              | بهترین بازیگر زن                            | جیلیان اندرسون | نامزدشده  |
| ۲۰۱۵ | جوایز بین‌المللی درام سی21                              | بهترین بازیگر مرد                           | جیمی درنان     | نامزدشده  |
| ۲۰۱۵ | جوایز بین‌المللی درام سی21                              | بهترین سریال بازگشتی                        | سقوط           | نامزدشده  |
| ۲۰۱۵ | جوایز بین‌المللی درام سی21                              | بهترین درام انگلیسی زبان                    | سقوط           | نامزدشده  |
| ۲۰۱۶ | جوایز تلویزیون ملی                                     | اجرای درام                                  | جیلیان اندرسون | نامزدشده  |
| ۲۰۱۶ | جوایز تلویزیون ملی                                     | اجرای درام                                  | جیمی درنان     | نامزدشده  |
| ۲۰۱۶ | جوایز تلویزیون ملی                                     | بهترین درام                                 | سقوط           | نامزدشده  |
| ۲۰۱۶ | جایزه ژوپیتر                                           | بهترین سریال تلویزیونی بین‌المللی            | سقوط           | در انتظار |